# Georgians
Georgians, o kartvelians (georgià: ქართველები, romanitzat: Kartvelebi), són una nació i un grup ètnic caucàsic originari de l'actual Geòrgia i les zones circumdants històricament associades amb els regnes georgians. També hi ha comunitats importants de la diàspora georgiana a Rússia, Turquia, Grècia, l'Iran, Ucraïna, els Estats Units i la Unió Europea.
Els georgians van sorgir de les civilitzacions colquídees i ibèriques de l'antiguitat clàssica; la Còlquida estava interconnectada amb el món hel·lènic, mentre que Ibèria va ser influenciada per l'⁣Imperi Aquemènida fins que Alexandre el Gran la va conquerir. A principis del segle iv, els georgians van ser un dels primers a abraçar el cristianisme. Actualment, la majoria dels georgians són cristians ortodoxos, i la majoria segueixen la seva Església Ortodoxa Georgiana nacional; també hi ha petites comunitats catòliques i musulmanes georgianes, així com un nombre significatiu de georgians irreligiosos. Situat al Caucas, a la cruïlla continental d'Europa i Àsia, l'⁣Alta Edat Mitjana va veure com el poble georgià formava un Regne unificat de Geòrgia l'any 1008 dC, inaugurant més tard l'Edat d'Or Georgiana. Això va durar fins que el regne es va debilitar i posteriorment es va desintegrar com a resultat de les invasions dels mongols i de Timur dels segles XIII al XV, la pesta negra, la caiguda de Constantinoble, així com les divisions internes després de la mort de Jordi V el Brillant el 1346, l'últim dels grans reis de Geòrgia.
Després d'això i durant tot el període modern primerenc, els georgians es van fracturar políticament i van estar immersos en conflictes amb imperis musulmans molt més grans al seu sud, com l'⁣Imperi Otomà i les successives dinasties de l'Iran. Els georgians van començar a buscar aliats i van trobar els russos a l'horitzó polític com a possible substitut del perdut Imperi Romà d'Orient, "pel bé de la fe cristiana". Els reis georgians i els tsars russos van intercanviar no menys de 17 ambaixades, que van culminar el 1783, quan Heracli II del regne georgià oriental de Kartli-Kakhètia va forjar una aliança amb l'⁣Imperi Rus. L'aliança russo-georgiana, però, va fracassar, ja que Rússia no estava disposada a complir els termes del tractat i va procedir a annexionar Geòrgia a trossos al llarg del segle XIX. Els georgians van recuperar la seva independència de Rússia sota la Primera República Georgiana del 1918 al 1921 i finalment el 1991 de la Unió Soviètica.
La nació georgiana es va formar a partir d'un conjunt divers de subgrups geogràfics, cadascun amb les seves tradicions, costums, dialectes i, en el cas dels svans i els mingrelians, llengües regionals pròpies. La llengua georgiana, amb el seu propi sistema d'escriptura i una extensa tradició escrita, que es remunta al segle v, és la llengua oficial de Geòrgia, així com la llengua d'educació de tots els georgians que viuen al país. Segons el Ministeri d'Estat de Qüestions de la Diàspora de Geòrgia, les estadístiques no oficials diuen que hi ha més de 5 milions de georgians al món.

## Etimologia
Els georgians es diuen Kartveli  (ქართველი, pl. Kartvelebi ქართველები), la seva terra Sakartvelo (საქართველო), i la seva llengua Kartuli (ქართული). Segons Les Cròniques Georgianes, l'avantpassat del poble kartvelià era Kartlos, el besnet del Jàfet bíblic. Tanmateix, els estudiosos coincideixen que la paraula deriva dels karts, sent aquests últims una de les tribus protogeorgianes que van emergir com a grup dominant en l'antiguitat. Kart probablement és afí amb l'indoeuropeu gard i denota persones que viuen en una "ciutadella fortificada". Els grecs antics (Homer, Heròdot, Estrabó, Plutarc, etc.) i els romans (Tit Livi, Corneli Tàcit, etc.) es referien als georgians occidentals com a còlquids i als georgians orientals com a iberics.
El terme "georgians" deriva del país de Geòrgia. En el passat, les teories basades en tradicions van ser donades pel viatger francès medieval Jacques de Vitry, que va explicar l'origen del nom per la popularitat de Sant Jordi entre els georgians, mentre que el viatger Jean Chardin pensava que "Geòrgia" provenia del grec γεωργός ("llaurador de la terra"), ja que quan els grecs van arribar a la regió (a la Còlquida) es van trobar amb una societat agrícola desenvolupada.
Tanmateix, com afegeix Alexander Mikaberidze, aquestes explicacions per a la paraula georgians/Geòrgia són rebutjades per la comunitat acadèmica, que assenyala la paraula persa gurğ/gurğān ("llop") com l'arrel de la paraula. Començant amb la paraula persa gurğ/gurğān, la paraula va ser adoptada posteriorment en nombroses altres llengües, incloses les llengües eslaves i de l'Europa occidental. Aquest terme en si mateix podria haver estat establert a través de l'antiga denominació iraniana de la regió propera a la Càspia, que es coneixia com a Gorgan ("terra dels llops" ).

## Història
La majoria d’historiadors i estudiosos de Geòrgia, així com antropòlegs, arqueòlegs i lingüistes, coincideixen que els avantpassats dels georgians moderns habitaven el Caucas del sud i el nord de l’Anatòlia des del Neolític. Els estudiosos solen referir-s’hi com a tribus protokartvelianes (proto-georgians com els còlquids i els ibèrics).
A l’antiguitat, els georgians eren coneguts pels antics grecs i els antics romans com a còlquids i iberics. Les tribus georgianes orientals, conegudes com a tibarenes-ibèriques, van formar el seu regne al segle VII aC. Tanmateix, les tribus georgianes occidentals (les tribus còlquides) ja havien establert el primer estat georgià, la Còlquida (cap al 1350 aC), abans de la fundació del Regne d’Ibèria a l’est. Segons nombrosos estudiosos de la història de Geòrgia, la formació d’aquests dos primers regnes georgians, la Còlquide i Ibèria, va donar lloc a la consolidació i uniformització de la nació georgiana.
Segons Cyril Toumanoff, expert en estudis caucàsics, els mosquis també formaven part de les primeres tribus protogeorgianes, que van ser integrades en el primer estat georgià primitiu d’Ibèria.
La crònica jueva antiga de Josep Flavi (Josephus) esmenta els georgians com a Ibers, que també eren anomenats Thobel (o Tubal).
David Marshall Lang va sostenir que l’arrel Tibar va donar lloc a la forma Iber, que fou adoptada pels grecs per designar els georgians orientals amb el nom d'ibers.

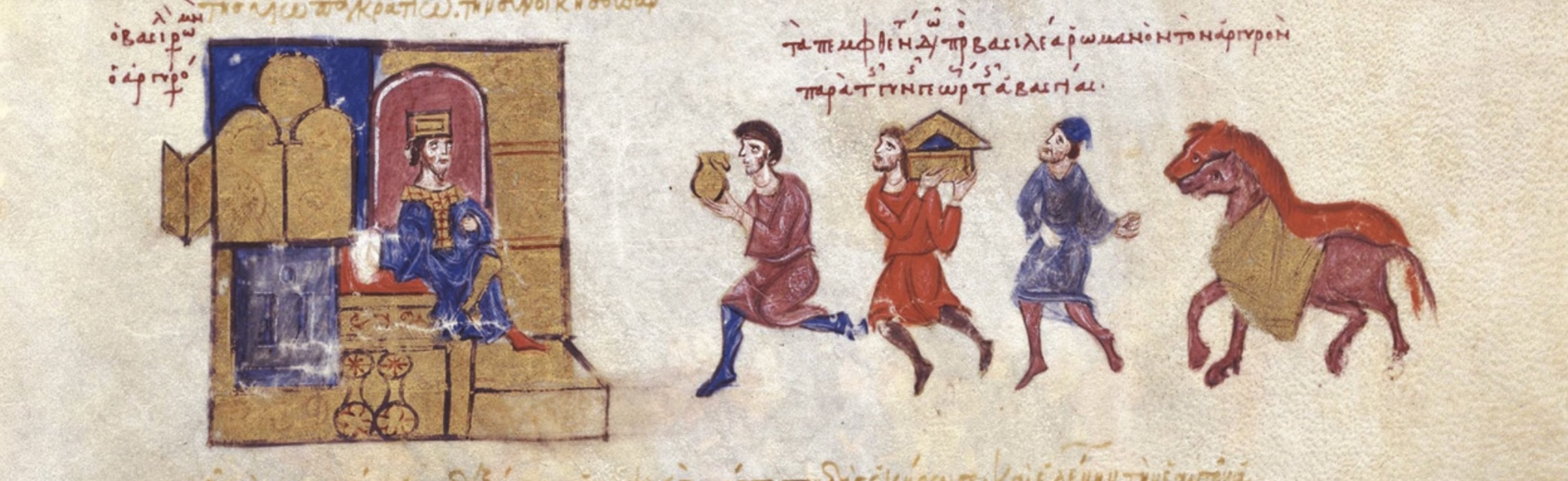
Georgians presentant regals a l’emperador Romà III Argyros. La Crònica de Skylitzes.

Els Diauehi en fonts assíries i els taocis (Taochi) en fonts gregues habitaven la part nord-oriental de l’Anatòlia. Aquesta antiga tribu és considerada per molts estudiosos com a avantpassada dels georgians.
Els georgians actuals encara fan referència a aquesta regió —que avui forma part de l’actual Turquia— com a Tao-Klarjeti, un antic regne georgià. Algunes persones d’aquesta zona encara parlen georgià.
Els còlquids, dins de l’antic estat occidental georgià de la Còlquida, eren una altra tribu protogeorgiana. Són esmentats per primer cop als annals assiris de Tiglatpileser I i als del rei urartià Sarduri II, i incloïen també la tribu georgiana occidental dels meskhetians.
Els ibers, també coneguts com a tiberians o tiberans, vivien al regne oriental georgià d’Ibèria.
Tant els còlquids com els ibers van tenir un paper important en la formació ètnica i cultural de la nació georgiana moderna.
Segons l’estudiós del Caucas Cyril Toumanoff:
| « | La Còlquida apareix com el primer estat caucàsic que assolí la cohesió dels nouvinguts; la Còlquida pot ser considerada, amb justícia, no com un regne protogeorgià, sinó com un regne plenament georgià (georgià occidental)… Semblaria natural situar els inicis de la història social georgiana a la Còlquida, la primera formació georgiana documentada. | » |